# Teodoro Zeccoli
Teodoro Zeccoli (Giovecca di Lugo, 15 ottobre 1929 – Imola, 6 marzo 2018) è stato un pilota automobilistico italiano.

## Biografia

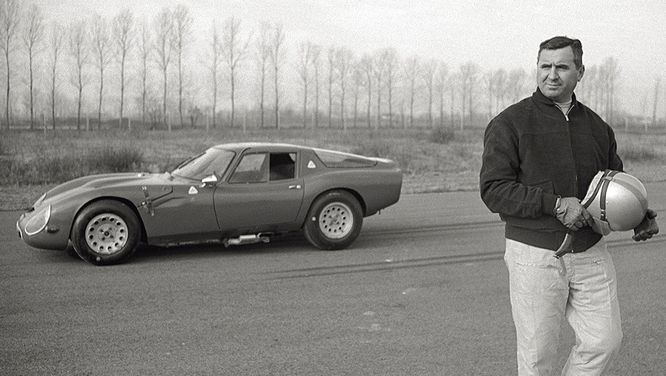
Teodoro con la Giulia TZ nella pista di Balocco (1966 circa).

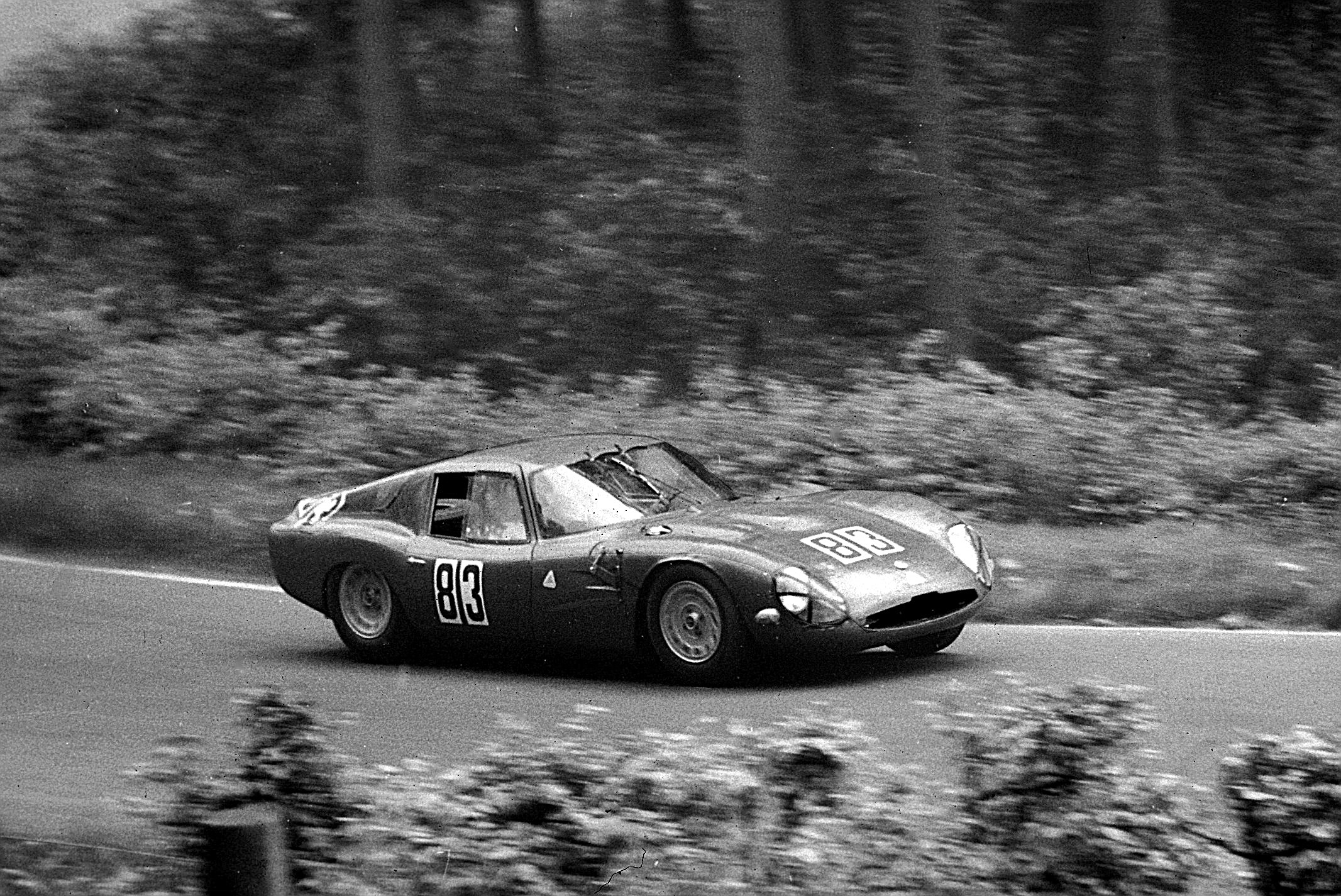
L'Alfa Romeo Giulia TZ al Nürburgring (1965).

Iniziò a correre giovanissimo, mettendo in mostra grandi capacità di guida e un coraggio non comune. Dapprima pilotò vetture Fiat, OSCA e Lancia di proprietà, poi passò alle Abarth ufficiali. Firmò il suo primo contratto da professionista con Carlo Abarth, con cui collaborò per tre anni.

Nel 1963 passò alla ATS dell'ingegner Carlo Chiti e poi all'Alfa Romeo, dove rimase per tutto il resto della carriera. Ottimo conoscitore del mezzo meccanico, Zeccoli contribuì allo sviluppo delle Giulia TZ e Tipo 33.
Capocollaudatore Autodelta, dal 1963 al 1981 Zeccoli testò tutte le nuove vetture, sia stradali che da corsa, della casa del Biscione, percorrendo anche 500 km al giorno sulla pista di Balocco.
Nel 1967 Zeccoli portò al debutto la Alfa Romeo T33 con una vittoria in una cronoscalata a Fléron, in Belgio (12 marzo). In quell'anno Zeccoli partecipò al Campionato del Mondo Sport Prototipi (miglior risultato, il quinto posto al Nürburgring nella classica 1000 km, con Roberto Bussinello).
Partecipò a varie edizioni della 24 Ore di Le Mans: nel 1973 si classificò al 15º posto assoluto con una Alfa Romeo tipo 33TT3 insieme con Carlo Facetti e Sergio Morando. Nella sua carriera sportiva, durata ventotto anni, Zeccoli ha disputando oltre trecento corse in Italia e all'estero. Ha raccolto centoventicinque premi tra coppe e trofei ed ha vinto il Campionato europeo di Turismo.
Dopo l'addio alle corse continuò a collaborare con l'Alfa Romeo come collaudatore d'eccezione. Il suo contributo allo sviluppo delle vetture della casa del Biscione è stato enorme.
Nel 1981 si stabilì a Imola, dove risiedette fino alla morte. Fino al 2005 è stato titolare della concessionaria BMW Turbosport della città romagnola.

## Statistiche

### Risultati a Le Mans
| Anno | Squadra                    | Vettura                | Compagno di squadra | Compagno di squadra | Piazzamento | Causa del ritiro |
| ---- | -------------------------- | ---------------------- | ------------------- | ------------------- | ----------- | ---------------- |
| 1961 | Abarth & C.                | Abarth 750S Spider     | Jean Vinatier       |                     | Ritiro      | Guasto al motore |
| 1962 | Roger Masson               | Abarth 750 TwinCam     | Roger Masson        |                     | Ritiro      | Guasto al motore |
| 1964 | Alpine-Renault             | Alpine M63             | Roger Masson        |                     | 20º posto   |                  |
| 1965 | Autodelta                  | Alfa Romeo Giulia TZ/2 | José Rosinski       |                     | Ritiro      | Incidente        |
| 1969 | North American Racing Team | Ferrari 250 LM         | Sam Posey           |                     | 8º posto    |                  |
| 1970 | Autodelta                  | Alfa Romeo T33/3       | Carlo Facetti       |                     | Ritiro      | Incidente        |
| 1973 | Scuderia Brescia Corse     | Alfa Romeo TT33/3      | Carlo Facetti       | Marsilio Pasotti    | 15º posto   |                  |
| 1974 | North American Racing Team | Ferrari 312P           | Jean-Claude Andruet |                     | 9º posto    |                  |